# كريس فاريل
كريس فاريل (بالإنجليزية: Chris Farrell) هو لاعب اتحاد الرغبي أيرلندي، ولد في 16 أبريل 1993 في بلفاست في المملكة المتحدة.

## وصلات خارجية
- كريس فاريل عل موقع إسبنسكروم (الإنجليزية)
- كريس فاريل على موقع ItsRugby.co.uk (الإنجليزية)